# یواس‌اس جان اف. کندی (سی‌وی-۶۷)

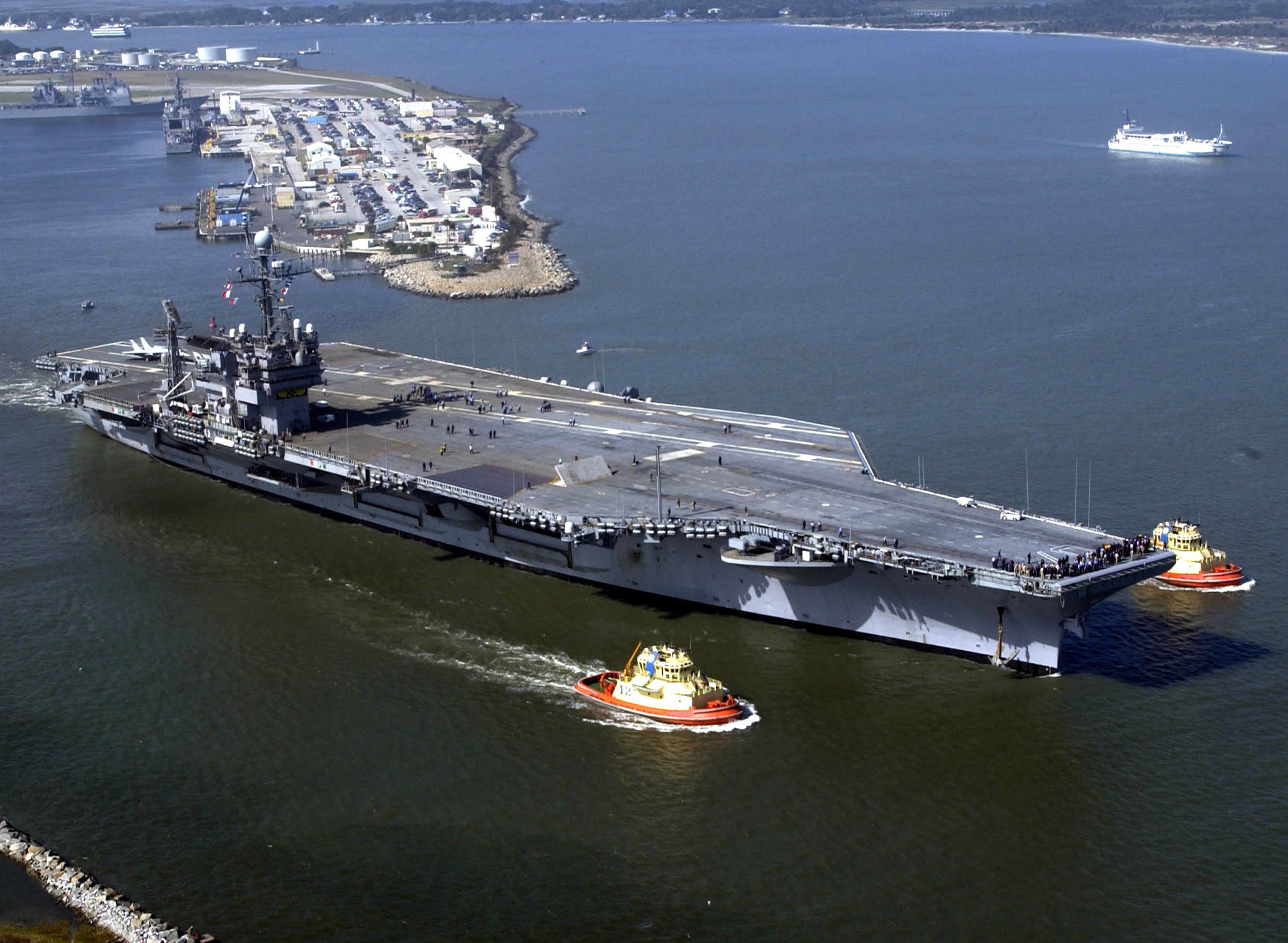
یواس اس جان اف کندی (سی وی-۶۷)

یواس اس جان اف کندی (سی وی-۶۷) (به انگلیسی: USS John F. Kennedy (CV-67))(نام پیشین:سی وی ای-۶۷) تنها ناو از کلاس خود و همچنین زیرکلاس کلاس کیتی هاوک است. این ناو هواپیمابر آخرین ناوهواپیمابر با موتور غیراتمی است که برای نیروی دریایی ایالات متحدهٔ آمریکا ساخته شد. این ناو به افتخار سی و پنجمین رئیس‌جمهوری ایالات متحده جان اف کندی نامگذاری شده و لقب آن جان بزرگ است. این ناو در اصل سی وی ای کدگذاری شده بود. این کد برای ناوهای هواپیمابری که جنگندهٔ تهاجمی بال ثابت حمل می‌کنند به کار می‌رود، ولی پس از این که به سلاح ضدزیردریایی مجهز شد کد آن به سی وی تغییر کرد و تبدیل به یک ناوهواپیمابر چندمنظوره گردید.
این ناوهواپیمابر پس از حدود ۴۰ سال خدمت در نیروی دریایی ایالات متحده رسماً در تاریخ یکم اوت ۲۰۰۷ بازنشسته شد.

## تاریخچه
این ناو در تاریخ ۷ سپتامبر ۱۹۶۸ وارد خدمت در نیروی دریایی ایالات متحده شد. این ناو ورژن تغییریافتهٔ ناوهای هواپیمابر کلاس کیتی هاوک بود و در اصل قرار بود چهارمین ناوهواپیمابر کلاس کیتی هاوک باشد، ولی با تغییرات بسیاری که روی این ناو انجام شد این ناو کلاس مختص به خود را به وجود آورد. در اصل قرار بود این ناو یک ناو اتمی با رآکتور ای۳دبلیو باشد، ولی هنگامی که ساخت آن آغاز شد موتور معمولی برای آن برگزیده شد. ناو جان اف کندی ۵/۲ متر کوتاهتر از ناوهای کلاس کیتی هاوک است.

### رویدادهای مهم در تاریخچهٔ این ناو
- در دههٔ ۱۹۷۰ ناوکندی برای حمل هواپیماهای اف-۱۴ تامکت و اس-۳ وایکینگ بهینه سازی شد.
- در اکتبر ۱۹۷۳ ناو کندی در جنگ یوم کیپور در خاورمیانه به کار گرفته شد.
- در تاریخ ۲۲ نوامبر ۱۹۷۵ ناو کندی با یو اس اس بلکنپ (سی جی-۲۶) برخورد کرد و به این ناو که کوچکتر بود خسارت سنگینی زد.
- در شبانگاه ۱۹ سپتامبر ۱۹۷۶ در شمال اسکاتلند ناوشکن یو اس اس بردلن (دی دی-۸۸۱) کنترل خود را از دست داد و با کندی برخورد کرد که این حادثه باعث شد که خسارت سنگینی به ناوشکن بوردلن وارد شده و در سال ۱۹۷۷ از رده خارج گردد. در همان روز برخورد با بوردلن یک فروند اف-۱۴ تامکت به خاطر نقص در کاتاپولت از عرشه به پایین افتاد و هر دو خلبان آن در لحظهٔ آخر اجکت کرده و زنده ولی زخمی بر روی عرشه فرود آمدند.
- در تاریخ چهارم دسامبر ۱۹۸۳ ده فروند ای-۶ اینترودر از ناوکندی به همراه ای-۶ و ای-۷ کرسر ۲ از ناوهواپیمابر یواس اس ایندیپندنس در پاسخ به آتش گشودن به سوی یک فروند اف-۱۴ آمریکایی برای بمباران بیروت برخواستند. نیروی دریایی آمریکا دو فروند از این هواپیماها را از دست داد: یک فروند ای-۷ئی از ناو ایندیپندنس و یک فروند ای-۶ئی از ناو کندی که به وسیلهٔ سام سرنگون گردید. خلبان ای-۷ئی به وسیلهٔ یک قایق ماهیگیری از آب گرفته شدف ولی خلبان ای-۶ئی ستوان مارک لانگ کشته شد و ستوان رابرت گودمن نیز اسیر گردید و در تاریخ ۳ ژانویه ۱۹۸۴ آزاد شد.
- در اوت ۱۹۸۸ ناو کندی در ۱۳۰ کیلومتری ساحل لیبی در نزدیکی قلمرو آبی لیبی از سوی دو فروند میگ-۲۳ این کشور مورد تهدید قرار گرفت. دو فروند اف-۱۴ برای رهگیری میگ‌ها برخاستند و در درگیری میان اف-۱۴ها و میگ‌ها هر دو میگ سرنگون شدند.
- در نیمه شب ۱۷ ژانویه ۱۹۹۱ هواپیماهای ناو کندی در چارچوب عملیات توفان صحرا علیه عراق پروازهای جنگی خود را آغاز کردند. از زمان آغاز عملیات تا آتش بس، کندی مجموعاً ۱۱۴ حمله هوایی و تقریباً ۲۹۰۰ سورتی پرواز علیه عراق انجام داد.
- در تاریخ ۲۷ فوریه ۱۹۹۱ پرزیدنت جرج ایچ دبلیو بوش در عراق آتش بس اعلام کرد و کندی با عبور از کانال سوئز به سوی ایالات متحده روانه گشت و در تاریخ ۲۸ مارس ۱۹۹۱ به نرفولک رسید. پس از بازگشت به ایالات متحده عملیات تعمیر و نگهداری روی این ناو انجام شد و همچنین برای حمل جنگندهٔ جدید اف/ای-۱۸سی/دی هورنت بهینه سازی گردید.
- این ناو در تاریخ یکم اوت ۲۰۰۷ بازنشسته شد.